# Leucanopsis ishima
Leucanopsis ishima là một loài bướm đêm thuộc phân họ Arctiinae, họ Erebidae.